# Lo dejo cuando quiera
Lo dejo cuando quiera es una película cómica española, dirigida por Carlos Therón, estrenada en abril de 2019 y producida por Telecinco Cinema, Mod Producciones, Mediaset España, Movistar+ y Sony Pictures España.
Es un remake de la película italiana Smetto quando voglio (2014), escrita por Valerio Attanasio y Sydney Sibilia.

## Argumento
Pedro, Arturo y Eligio son tres profesores de universidad, amigos desde la facultad que se han quedado en paro. Pedro llevaba varios años trabajando en un proyecto de creación de un complejo vitamínico para estudiantes, y tras ser despedido, estos buenos amigos deciden probar su eficacia y los tres descubren que dicho complejo ofrece un desfase total sin ningún tipo de efecto secundario.
Como están sin un céntimo, el complejo se convierte en la solución a sus problemas y los tres profesores acompañados por Anabel, una abogada que ahora trabaja de empleada en una gasolinera, y por Jota, una alumna a la que le va más la fiesta que el estudiar, comienzan a moverse por el mundo de la noche, para el que no están preparados, decididos a hacer negocio con su nueva mercancía.

## Reparto
| Intérprete                   | Reparto                       |
| ---------------------------- | ----------------------------- |
| David Verdaguer              | Pedro                         |
| Ernesto Sevilla              | Arturo                        |
| Carlos Santos                | Eligio                        |
| Miren Ibarguren              | Anabel                        |
| Cristina Castaño             | Isa                           |
| Amaia Salamanca              | Gloria                        |
| Gracia Olayo                 | Madre de Eligio               |
| Luis Varela                  | Padre de Eligio               |
| Pedro Casablanc              | Merino                        |
| Mero González                | Jota                          |
| Roger Berruezo               | Borja                         |
| Ernesto Alterio              | Tacho                         |
| Leyre Soto                   | Clara                         |
| Carla Soto                   | Claudia                       |
| Mario de la Rosa             | Guardaespaldas                |
| Roger Berruezo               | Borja                         |
| Cristian Paredes             | Latin King                    |
| Alex Mola                    | Cliente potencial             |
| Luca Ching                   | Primer cliente                |
| Tamara Luz Ronchese          | Fan de la química             |
| Jorge Asín                   | Bedel                         |
| Resu Morales                 | Recicladora sexi              |
| Laura Moray                  | Fiestera                      |
| Vicenç Miralles              | Policía                       |
| Aida Blanco                  | Poetisa muerta                |
| Carlos Suárez                | Alumno sentimental            |
| Jaime Vidal                  | Poeta muerto                  |
| Manuel Gancedo               | Jefe de mensajería            |
| Mónica Miranda               | Amiga Eligio                  |
| Alina Nastase                | Gogó                          |
| José Chaves                  | Feriante                      |
| Carolina Herrera             | Profesora Sustituta           |
| Víctor Wang                  | Apichatpong                   |
| Leire Zuazua                 | Recepcionista Bikram          |
| Toni Gómez                   | Recluso emprendedor           |
| Javier Garrido García        | Extra Discoteca y Universidad |
| Guillermo González Lanchares | Alumno de Merino              |
| Eva María Milara             |                               |

## Diseño
En lo que a metraje se refiere, el filme es un largometraje de 98 minutos de duración. La localización de los rodajes así como todos los escenarios de la película se llevaron a cabo en la ciudad de Madrid. 
Se trata de un remake de la película italiana Smetto quando voglio (2014) escrita por Valerio Attanasio y dirigida por Sydney Sibilia.

## Lanzamiento
Según la clasificación por edades, la película en España no está recomendada para menores de 16 años por la alusión que se hace a temas como los estupefacientes. El estreno de la película fue el 12 de abril de 2019 en los cines de España.
La película recaudó 1,6 millones de € en su fin de semana de estreno. En su segundo subió un 27 % para colocarse con 2 millones de € más. Y en su tercero bajó un 54 % para colocarse con 900 000 € más.